# ティボー・ランシェン
ブロワ副伯ティボー（Thibaud, 854年または890年 - 942/3年）は、906年頃にブロワ副伯、908年にトゥール副伯となり、晩年の940年頃より各所領の伯爵となった。ブロワ家の始祖となった人物。ランシェン（l'Ancien, 長兄伯）と称された。

## 経歴
一説によるとティボーがヴァイキングの族長ハスタインを騙してシャルトルを買い上げ、9世紀後半にそこに世襲君主制を樹立したとされ、10世紀初頭には下ロレーヌのほとりに定着したとされる。
またボゾン家のアルル伯テオバルド（フランス語版）とその息子でイタリア王となったウーゴ・ダルルスと親族関係にあるブルゴーニュのフランク人貴族の流れであると考えられている。
ノルマンディー公リシャール1世と対抗したブロワ伯ティボー1世の父にあたる。
ティボー・ランシェンは980年の文書によると2回結婚しており、初婚の妻は家系・名前不詳の女性である。長男ティボー1世は最初の妻の子であったとされる。
- ティボー1世 - トゥール伯及びブロワ伯を継承。

メーヌ伯ロジェールと西フランク王シャルル2世王女ロティルドの娘リシルド・デュ・メーヌ（リシルド・ド・ブルージュ）と再婚した 。
2人目の妻リシルドは ユーグ大公の初婚の妃ジュディットの姉妹である他、937年から965年の間にブジエール＝オー＝ダム（英語）女子修道院長であったロティルドの異母姉妹に当たるとされる。
リシルドとの間に以下2子をもうけている。
- リシャール（969年没） - ブールジュ大司教。
- ロシーユ（958年没）- 初婚でブルターニュ公アラン2世妃となり、死別後にアンジュー伯フルク2世と再婚。